# Retinale
Il retinale, retinaldeide o retinene, è un composto chimico di formula {\displaystyle {\ce {C20H28O}}} ed è una delle forme attive della vitamina A.

## Caratteristiche strutturali e fisiche
Si tratta di un pigmento carotenoide lipofilo che appartiene alla classe dei composti chimici organici noti come retinoidi, in particolare si tratta dell'aldeide della vitamina A in cui il gruppo aldeidico si trova in posizione C15.
| Caratteristiche strutturali          | Caratteristiche strutturali |
| ------------------------------------ | --------------------------- |
| N. di atomi pesanti                  | 21                          |
| N. di accettori di legami a idrogeno | 1                           |
| N. di legami ruotabili               | 5                           |
| N. di legami stereogenici            | 4                           |
| Caratteristiche fisiche              |                             |
| Massa monoisotopica                  | 284,214015512 u             |
| Superficie polare                    | 17,1 Å²                     |

Esistono diverse forme del composto:
- 9-cis-retinale[7]
- 11-cis-retinale[8][9]
- 13-cis-retinale[10]
- tutto-trans retinale[8][9]

### 9-cis-retinale
Il "9-cis-retinale è una forma di retinale in cui il doppio legame in posizione 9 ha una configurazione cis, mentre i restanti doppi legami aciclici hanno configurazione trans. In condizioni standard si presenta allo stato solido e una sezione d'urto pari a 170,1 Å² [M+H]+. Il composto è irritante e nocivo se ingerito, inalato o assorbito attraverso la pelle.

### 11-cis-retinale
L'11-cis-retinale è la forma di retinale che presenta una geometria di doppi legami 2E,4Z,6E,8E. In condizioni standard si presenta allo stato solido e presenta un punto di fusione pari a 63,5 - 64,4 °C.

### 13-cis-retinale
Il 13-cis-retinale è la forma di retinale in cui il doppio legame α rispetto al gruppo aldeidico ha configurazione cis, mentre i restanti doppi legami aciclici presentano configurazione trans. In condizioni standard si presenta allo stato solido. Il composto risulta irritante.

### Tutto-trans retinale
Il tutto-trans-retinale è una forma di retinale in cui tutti e quattro i doppi legami esociclici presentano una geometria E-(trans). Ha un ruolo come inibitore della comunicazione intercellulare tramite giunzioni gap. In condizioni standard si presenta allo stato solido avente un punto di fusione pari a 63°C.
| Sezione d'urto | 170,1 Å² [M+H]+ 165,39 Å² [M+H-H2O]+ |

## Reattività e caratteristiche chimiche
La molecola è cromofora e risulta avere una carica positiva.
| 9-cis-retinale        | 9-cis-retinale |
| --------------------- | -------------- |
| Semi-standard apolare | 2198 , 2198    |
| Tutto-trans retinale  |                |
| Standard apolare      | 2466, 2466     |

### Spettri analitici

#### 11-cis-retinale
- 1H NMR[25]
- 13C NMR[26]
- 1H - 13C NMR[25]

#### 13-cis-retinale
- 1H NMR[27][28]
- 13C NMR[29]
- 1H - 13C NMR[30]
- GC-MS[31]

#### Tutto-transretinale
- 1D NMR[32]
- 1H NMR[33][34]
- 13C NMR[35]
- 1H - 13C NMR[33]
- GC-MS[24]
- MS-MS[33]
- LC-MS[36]
- FTIR[37]
- IR in fase di vapore[38]

### Composti
- 3-deidroretinale (vitamina A2)[39]
- 4-idrossi-9-cis-retinale[40]
- Retinale(O-etil)ossima[41]

## Biochimica
Il composto svolge il suo ruolo principale a livello dell'occhio dove, nella forma 11-cis-, si trova legato  come base di Schiff sul gruppo amminico di un residuo di lisina dell'opsina, la proteina presente nei bastoncelli, a formare la rodopsina.
È importante notare che il retinale da solo avrebbe un picco di assorbimento a 380 nm, quindi nella regione dell'UV, mentre la rodopsina ha un picco di assorbimento a 500 nm, ossia nel verde. Lo spostamento del picco d'assorbimento è in gran parte dovuto all'elaborata struttura dell'opsina che circonda il retinale ed è molto utile dal punto di vista funzionale, poiché la luce che raggiunge la retina è povera di UV.
L'assorbimento di un fotone porta inizialmente all'isomerizzazione del retinale dalla forma 11-cis- alla forma trans- senza però il distacco dall'opsina. Stadi successivi, non fotolitici ma termici, portano ad un cambiamento conformazionale dell'opsina con formazione di composti intermedi finché non avviene il distacco completo delle due molecole. La fotolisi iniziale genera il potenziale d'azione che si propaga attraverso il nervo ottico fino all'encefalo.
La rigenerazione dei pigmenti visivi è un processo complesso. A livello della retina il trans-retinale viene ridotto a trans-retinolo, entrambi diffondono per via ematica fino al fegato dove sono riconvertiti nella forma cis-. Il cis-retinolo e il cis-retinale tornano quindi alla retina dove il cis-retinolo è convertito in cis-retinale. Al buio il cis-retinale si riassocia all'opsina rigenerando la rodopsina.
Il cis-retinale derivante dalla conversione del tutto-trans retinolo viene riportato ai fotorecettori dalla proteina interstiziale legante i retinoidi (IRBP), un'importante proteina della matrice interfotorecettoriale. La riconversione del trans-retinale in cis-retinale è catalizzata da due enzimi:
- la retinale riduttasi
- la retinolo isomerasi

È stato dimostrato che l’interazione elettrostatica tra retinale e opsina domina la selezione naturale dell’11-cis-retinale rispetto agli altri isomeri cis al buio. Il 9-cis-retinale risulta solo leggermente più energetico rispetto all’11-cis-retinale, fornendo una forte evidenza della presenza naturale della 9-cis-rodopsina. Il 9-cis-retinale viene metabolizzato in 4-idrossi-9-cis-retinali dal CYP1A2, il CYP2C19 e il CYP3A4.
Il 7-cis-retinale viene suggerito come una versione 'capovolta' dell’isomero 11-trans, poiché i riarrangiamenti strutturali osservati per la 7-cis-rodopsina sono molto simili a quelli della batorodopsina del calamaro.
Alcuni microrganismi utilizzano il retinale per trasformare la luce in energia metabolica. Ad esempio, nei batteri procarioti alofili che si sviluppano nella salamoia il retinale è legato al gruppo ε-NH2 della lisina di una proteina con peso molecolare pari a 26.000 a formare la batteriorodopsina.

### Biosintesi
Il numero di molecole diverse che possono essere convertite in retinale varia da specie a specie. I vertebrati ingeriscono direttamente il retinale dalla carne, oppure lo producono a partire da carotenoidi, sia dall'α-carotene che dal β-carotene. Il retinale può anche essere sintetizzato dalla β-criptoxantina, un tipo di xantofilla. Questi carotenoidi devono essere ottenuti da piante o da altri organismi fotosintetici. Nessun altro carotenoide può essere convertito dagli animali in retinale. Gli invertebrati, come gli insetti e i calamari, utilizzano forme idrossilate del retinale nei loro sistemi visivi, derivate dalla conversione di altre xantofille.
Nell'uomo, il retinale viene prodotto nelle cellule a partire dal retinolo assorbito mediante la dieta. La reazione di trasformazione del retinolo in retinale è mediata da una retinolo deidrogenasi e risulta reversibile a differenza della trasformazione del retinale in acido retinoico mediata dalla retinaldeide deidrogenasi.
La reazione consiste nella scissione ossidativa dei carotenoidi, ad esempio:
{\displaystyle {\ce {beta-carotene + O2 -> 2 retinale}}}
catalizzata dalla beta-carotene 15,15'-monoossigenasi o dalla beta-carotene 15,15'-diossigenasi. Il retinale viene riconvertito in retinolo, che costituisce la forma di trasporto ed immagazzinamento della vitamina A:
{\displaystyle {\ce {retinale + NADPH + H^+ -> retinolo + NADP^+}}} catalizzata dalle retinolo deidrogenasi (RDHs)
{\displaystyle {\ce {retinolo + NAD^+ -> retinale + NADH + H^+}}} catalizzata dalle alcol deidrogenasi (ADHs)
Il retinale può anche essere ossidato ad acido retinoico:
{\displaystyle {\ce {retinale + NAD^+ + H2O -> acido retinoico + NADH + H^+}}} catalizzata da RALDH
{\displaystyle {\ce {retinale + O2 + H2O -> acido retinoico + H2O2}}} catalizzata dalla retinale ossidasi

### Patologie
L'alterazione del processo di eliminazione del tutto-trans retinale è strettamente associata alla morte delle cellule fotorecettrici per ferroptosi, una forma non apoptotica di morte cellulare, nella degenerazione maculare secca legata all’età (AMD) e nella malattia di Stargardt autosomica recessiva (STGD1).
Il 9-cis-retinale, un cofattore analogo all'11-cis-retinale, può influenzare il comportamento di varianti patologiche della rodosporina legate a retinopatie come la retinite pigmentosa e la cecità notturna congenita stazionaria. Esso agisce come correttore proteico stabilizzando varianti mutanti della rodosporina che mostrano ridotta espressione sulla membrana plasmatica. In alcune varianti, aiuta a recuperare parzialmente la funzionalità e l'espressione favorendo un corretto ripiegamento e localizzazione. L’effetto del 9-cis-retinale dipende da come la mutazione influisce sul legame con il retinale e sulla stabilità della proteina. In alcuni casi, la mutazione compromette direttamente il sito di legame, limitando l'efficacia del correttore.

## Applicazioni
Il retinale viene utilizzato nei cosmeceutici, tuttavia, la sua efficacia nei trattamenti cutanei è limitata. Analogamente agli esteri del retinile, è un derivato stabile della vitamina A, ma migliora solo lievemente le rughe e la texture della pelle. Rispetto all’acido retinoico, è meno irritante e meglio tollerato. Viene impiegato per migliorare i segni dell’invecchiamento causato dal sole.

## Curiosità
Uno studio suggerisce che circa tre miliardi di anni fa, la maggior parte degli organismi viventi sulla Terra utilizzava il retinale, anziché la clorofilla, per convertire la luce solare in energia. Poiché il retinale assorbe principalmente la luce verde e trasmette la luce viola, questo ha dato origine all'ipotesi della Terra viola.